# Sue Novara
Sue Novara (Flint, 22 de novembro de 1955) é uma desportista estadounidense que competiu em ciclismo na modalidade de pista, especialista na prova de velocidade individual.
Ganhou sete medalhas no Campeonato Mundial de Ciclismo em Pista entre os anos 1974 e 1980.

## Medalheiro internacional
| Campeonato Mundial | Campeonato Mundial            | Campeonato Mundial | Campeonato Mundial    |
| Ano                | Lugar                         | Medalha            | Competição            |
| ------------------ | ----------------------------- | ------------------ | --------------------- |
| 1974               | Montreal ( Canadá)            | Medalha de prata   | Velocidade individual |
| 1975               | Rocourt ( Bélgica)            | Medalha de ouro    | Velocidade individual |
| 1976               | Monteroni di Lecce ( Itália)  | Medalha de prata   | Velocidade individual |
| 1977               | San Cristóbal ( Venezuela)    | Medalha de prata   | Velocidade individual |
| 1978               | Munique ( Alemanha Ocidental) | Medalha de prata   | Velocidade individual |
| 1979               | Amesterdão ( Países Baixos)   | Medalha de bronze  | Velocidade individual |
| 1980               | Besançon ( França)            | Medalha de ouro    | Velocidade individual |